# Воронка (диаграмма)
Воронка — тип таблицы или диаграммы (воронкообразная диаграмма), часто используемый для представления этапов процесса продаж и отображения суммы потенциального дохода для каждого этапа. Этот тип диаграммы также может быть полезен для выявления потенциальных проблемных областей в процессах организации продаж или иных последовательных процессах. Воронкообразная диаграмма похожа на столбчатую диаграмму с накоплением процентов.

## Состав
Воронка отображает значения в виде постепенно уменьшающихся пропорций, составляющих в общей сложности 100 процентов. Размер области определяется значением ряда в процентах от общего числа всех значений. Любая воронка состоит из верхней части, называемой головой (или основанием), и нижней части, называемой шеей.

## Примеры
Типичный пример воронкообразной диаграммы начинается с лидов по продажам сверху, затем вниз к отфильтрованным лидам, горячим лидам и закрытым сделкам. Бизнес неизбежно теряет некоторое количество потенциальных сделок на каждом этапе процесса продаж, и это представлено сужающимися секциями при переходе от верхней секции (самой широкой) к нижней секции (самой узкой). Это позволяет руководителям увидеть, насколько эффективна команда продаж в превращении предложения о продаже в закрытую сделку. Диаграмму воронки продаж также можно использовать для быстрого информирования о процессе продаж организации новых членов отдела продаж или других заинтересованных сторон.
Воронку можно использовать для отображения тенденций посещаемости веб-сайта. Вероятнее всего, что воронкообразная диаграмма будет отображать широкую область вверху, указывающую на попадание страницы посетителя на домашнюю страницу, а другие области будут пропорционально меньше, например, загрузки либо посетители, заинтересованные в покупке продукта.
Другим примером является диаграмма воронки выполнения заказов с инициированными заказами сверху, а внизу с заказами, доставленными удовлетворенным клиентам. Она показывает, сколько заказов всё еще находится в процессе формирования, а также процент отмененных и возвращенных.

## Назначение диаграммы
В идеале воронка показывает процесс, который начинается со 100 % и заканчивается более низким процентом, когда заметно, на каких стадиях происходит выпадение и с какой скоростью. Если диаграмма также объединена с данными исследований, то есть количественными измерениями того, сколько товаров теряется на каждом этапе процесса продаж или выполнения заказов, то диаграмма иллюстрирует, где находятся самые большие узкие места в процессе.
В отличие от реальной воронки, все, что «заливается» сверху, не течет вниз. Название относится только к форме диаграммы, назначение которой является иллюстративным.